# Смогожув-Великий
Смогожув-Велький (пол. Smogorzów Wielki, нім. Groß Schmograu) — село в Польщі, у гміні Вінсько Воловського повіту Нижньосілезького воєводства.
Населення — 195 осіб (2011).
У 1975-1998 роках село належало до Вроцлавського воєводства.

## Демографія
Демографічна структура станом на 31 березня 2011 року:
|          | Загалом | Допрацездатний вік | Працездатний вік | Постпрацездатний вік |
| -------- | ------- | ------------------ | ---------------- | -------------------- |
| Чоловіки | 94      | 18                 | 68               | 8                    |
| Жінки    | 101     | 21                 | 50               | 30                   |
| Разом    | 195     | 39                 | 118              | 38                   |